# Policja Filipińska (1943–1945)
Policja Filipińska 1943-1945 (ang. Philippine Constabulary) – filipińska kolaboracyjna formacja policyjna podczas II wojny światowej
Po najeździe i zajęciu Filipin przez Cesarstwo Japonii w kwietniu-maju 1942 r., funkcje policyjne pełniły formacje japońskie. W 1943 r. zastąpiła je Policja Filipińska, wzorowana całkowicie na Philippine Constabulary, które istniało w okresie przedwojennym. Na jej czele stali gen. mjr Jose Delos Reyes, gen. brygadier Giullermo Francisco i gen. brygadier Paulino Santos. Policjanci – oprócz funkcji typowo policyjnych – wspomagali też Japończyków w walce z partyzantką. Jednakże część z nich współpracowała z ruchem oporu, dostarczając mu oprócz cennych informacji wyposażenie i broń. Zdarzały się nawet przypadki przejścia oddziałów policji na stronę partyzantów, co nasiliło się zwłaszcza od września 1944 r. Po wyzwoleniu Filipin przez wojska amerykańskie wielu policjantów zostało zabitych za kolaborację z Japończykami, inni zaś trafili do więzień.